# Renodes chacma
Renodes chacma là một loài bướm đêm trong họ Erebidae.